# Верхня Манома
Верхня Мано́ма (рос. Верхняя Манома) — село у складі Нанайського району Хабаровського краю, Росія. Адміністративний центр та єдиний населений пункт Верхньоманоминського сільського поселення.

## Населення
Населення — 201 особа (2010; 221 у 2002).
Національний склад (станом на 2002 рік):
- росіяни — 74 %